# Kurt Rapke
Kurt Rapke (ur. 1913, zm. 1998) – redaktor naczelny niemieckich czasopism w Polsce, działacz niemieckich partii politycznych w Polsce oraz Bannführer Hitlerjugend.

## Życiorys
W 1935 wystąpił z Jungdeutsche Partei in Polen i dołączył do Deutscher Volksverband in Polen. W latach 1935–1939 był redaktorem naczelnym „Der Deutsche Weg” – tygodnika wydawanego przez Ludwiga Wolffa. Na początku II wojny światowej został redaktorem naczelnym „Freie Presse”, zastępując internowanego Adolfa Kargela. 24 września pismo przekształcono w „Deutsche Lodzer Zeitung”, a jego redaktorem naczelnym został Karl Scharping, a Rapke został jego zastępcą. W 1940 został dowódcą, tj. Bannführerem 663 chorągwi Hitlerjugend w Łodzi. Po II wojnie światowej był członkiem Ziomkostwa Wisły-Warty – organizacji mającej na celu współpracę polsko–niemiecką oraz działania na rzecz wypędzonych, był m.in. dyrektorem ds. Młodzieży (1955–1958) i skarbnikiem (1987–1991). Należał także do zarządu Landesverband Niedersachsen.